# دایسوکه اونو
دایسوکه اونو (انگلیسی: Daisuke Ono؛ زادهٔ ۴ مهٔ ۱۹۷۸) صداپیشه، و خواننده اهل ژاپن است.